# Cercopitec de bigotis
El cercopitec de bigotis (Cercopithecus cephus) és una espècie de primat de la família dels cercopitècids. Viu a Angola, el Camerun, la República Centreafricana, la República del Congo, la República Democràtica del Congo, Guinea Equatorial i el Gabon.